# Nina Plotzki

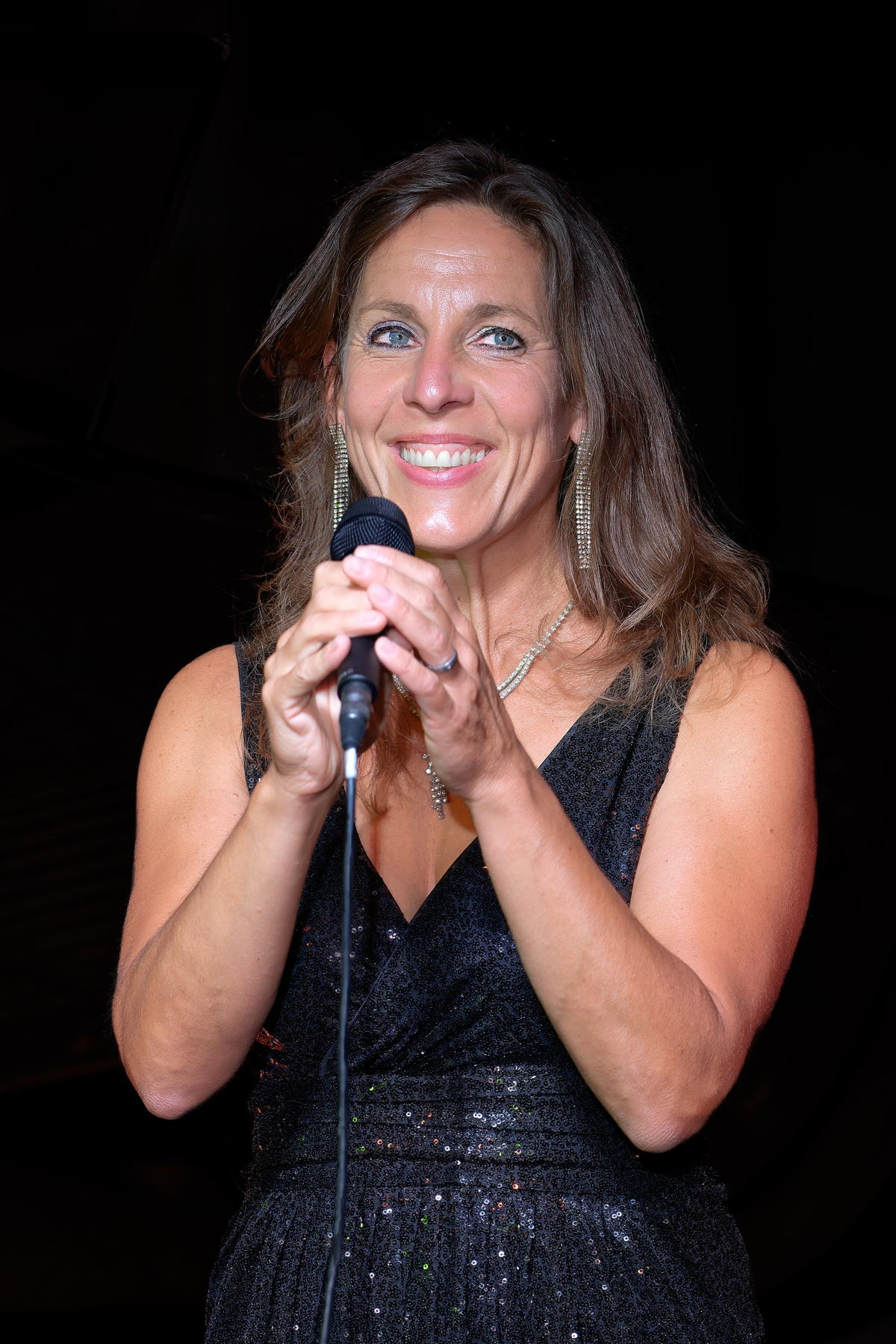
Nina Plotzki (2023)

Nina Plotzki (* 17. Mai 1977 in Offenbach am Main) ist eine deutsche Jazz-Sängerin, Musikerin, Komponistin, Sprecherin und Geschäftsführerin des Tonstudios Eliton-Musik.

## Leben und Wirken
Bereits im Vorschulalter erhielt Plotzki Flöten- und Gesangsunterricht. Ihr Musiklehrer am Alten Kurfürstlichen Gymnasium Bensheim motivierte Plotzki zum Saxophonspiel, platzierte sie in der Schul-BigBand und später als Sängerin in seinem Jazzchor. Bald folgten regelmäßige Auftritte als Sängerin in verschiedenen Formationen wie z. B. Jochen Brauers Jazzcombo und der Bigband Lampertheim unter der Leitung von Rainer Heute.
Nach dem Abitur studierte Plotzki Jazz und Popularmusik (Hauptfach Gesang) an der Hochschule für Musik und Darstellende Kunst Mannheim sowie folgend an der Hochschule für Musik Hanns Eisler Berlin. Während ihrer Studienzeit war sie neben Auftritten mit Musikern wie Thilo Wagner, Axel Schlosser, Ekkehard Wölk, Paulo Morello und Rolf Zielke beim Jazzradio 101.9 als Moderatorin tätig.
Im Jahr 2000 zog Plotzki nach München, wo sie als Sängerin in verschiedenen Besetzungen u. a. mit Roman Schwaller, Martin Scales, Peter O’Mara, Christian Elsässer, Claus Koch, Johannes Faber, Jan Eschke, Bernd Reiter, Harald Rüschenbaum, Rocky Knauer, Thomas Stabenow, Jason Seitzer, Claus Raible, Rudi Engel, Annette Neuffer, Thilo Kreitmeier, Martin Zenker, Michael Keul, Peter Czudek, Christian Doepke, Peter Tuscher und Jürgen Neudert auftrat. Über etliche Jahre war sie Sängerin der Al Porcino–Bigband und nach dessen Tod der Al Porcino Alumni Bigband.
2018 folgte die Gründung des eigenen Tonstudios Eliton-Musik, das sie seitdem als Geschäftsführerin leitet. 2020 entstand die Video/Tonproduktion Five 4 Elise zu Ludwig van Beethovens 250. und Dave Brubecks 100. Geburtstag. Als eigenes Projekt produzierte Plotzki ihr Debüt-Album De tout mon cœur (Veröffentlichung 2022), das für die Quartalsbestenliste des Preises der Deutschen Schallplattenkritik nominiert wurde. 2023 folgte mit dem Album Marlene eine musikalische Verneigung vor Marlene Dietrich mit Kompositionen u. a. von Friedrich Hollaender, Norbert Schulze und Cole Porter in Arrangements von Klaus von Heydenaber.
Neben der Tätigkeit als Sängerin im Duo mit Bernd Lhotzky und in anderen Formationen z. B. mit Hugo Siegmeth ist Plotzki Mitglied des Sextetts „Because of Swing“ (mit Bernd Lhotzky, Claus Koch, Colin Dawson, Henning Gailing und Oliver Mewes).
2024 präsentierte sie ihr Album De tout mon cœur live bei einer Tour mit einem internationalen Quintett (Vincent Bourgeyx, Darryl Hall, Tony Lakatos und Gregory Hutchinson). Dazu kommentierten Pressestimmen: „Ohne große Gesten, ohne Diven-Gehabe, dafür aber mit großer emotionaler Tiefe und Glaubwürdigkeit versenkt sich die Sängerin in die Vorlagen, spürt deren Essenz nach, fördert den Kern zutage“ und „Die 46-Jährige ist vielmehr eine überraschend hinreißende, schlicht grandiose, mit allen heiligen Wassern des Jazz gesegnete Vokalistin.“
Seit 2022 ist Plotzki auch als Sprecherin für Hörbücher und Voice-Over tätig.

## Trivia
Neben ihren musikalischen und familiären Aktivitäten ist Plotzki Sportlerin (Teilnahme an verschiedenen Halb- und Marathonläufen sowie mehrfache Teilnehmerin des schwedischen Vasaloppet). 2015 war Plotzki Mitbegründerin und Moderatorin des internationalen Jazzfestivals EBE-Jazz. Seit 2021 leitet Plotzki einen Chor in einer Einrichtung für psychisch erkrankte Menschen.

## Diskographische Hinweise
- De tout mon cœur (Alessa Records, 2022; mit Tony Lakatos, Vincent Bourgeyx, Darryl Hall, Bernd Reiter)
- Marlene (Alessa Records, 2023; mit Klaus von Heydenaber, Michael Keul, Thomas Stabenow, Rich Laughlin)

## Hörbücher (Auswahl)
- Hasiak, Leah Geschäftliche Beziehungen Teil 1 (2023), Audible, 12h 16min.
- Hasiak, Leah Geschäftliche Beziehungen Teil 2 (2024), Audible, 13h 16min.
- Hasiak, Lea Harrow Hall Teil 1 bis 3 (2023/2024), Audible
- Beck, Dina und Hasiak, Lea Lord zu verschenken (2023), Audible, 6h 13min.
- Beck, Dina und Hasiak, Lea Lord zu behalten (2024), Audible, 7h 54min.
- Winger, Luc St. Tropez-Krimis Teil 1 bis 20 (2023/2023), Audible
- Fischer, Leandra Komm her - geh weg (2022), Audible 11h 22min.
- Josefsdotter, Lotta Schwedenroman mit Herz 1 bis 3 (2022), Audible
- Beck, Dina Gespür für Mord Teil 1 und 2 (2023/2024), Audible
- Baumeister, Uta Die Seifenmacherin (2024), Audible
- Hertzberg, Christin Verliebt in den falschen Lord (2024), audio4you, 7h 42min.
- Lauchart, Helga Wenn die Eltern älter werden (2023), Audible, 8h 10min.
- Hummingbird, Mari Träume fliegen mit dem Wind (2022), Audible, 7h 1min.